# Alos-Sibas-Abense
Alos-Sibas-Abense (Baskisch:Aloze-Ziboze-Onizegaine)is een gemeente in het Franse departement Pyrénées-Atlantiques (regio Nouvelle-Aquitaine) en telt 319 inwoners (1999). De plaats maakt deel uit van het arrondissement Oloron-Sainte-Marie. Het ligt in de Baskische provincie Soule.

## Geografie
De oppervlakte van Alos-Sibas-Abense bedraagt 5,8 km², de bevolkingsdichtheid is 55,0 inwoners per km².
De onderstaande kaart toont de ligging van Alos-Sibas-Abense met de belangrijkste infrastructuur en aangrenzende gemeenten.

## Demografie
Onderstaande figuur toont het verloop van het inwonertal (bron: INSEE-tellingen).

1. ↑  Populations de référence 2022.